# Тютюнов, Павел Никифорович
Павел Никифорович Тютюнов (1872—?) — крестьянин, депутат Государственной думы II созыва от Таврической губернии.

## Биография
Крестьянин Белозерской волости Мелитопольского уезда Таврической губернии. Получил домашнее начальное образование. Занимался письмоводством и сельским хозяйством на собственном наделе. В момент выборов в Думу внепартийный.
6 февраля 1907 года избран в Государственную думу II созыва от общего состава выборщиков Таврического губернского избирательного собрания. В Думе вошёл в состав Трудовой группы и фракции Крестьянского союза. Состоял в думской комиссии о нормальном отдыхе служащих в торговых и ремесленных учреждениях.
В июле 1907 года сослан на два года в Вологодскую губернию.
Дальнейшая судьба и дата смерти неизвестны.

### Архивы
- Российский государственный исторический архив. Фонд 1278. Опись 1 (2-й созыв). Дело 445; Дело 553. Лист 7.